# 黒い瞳のナタリー
「黒い瞳のナタリー」（くろいひとみのナタリー、原題 Nathalie）は、フリオ・イグレシアスが1982年に発表した楽曲。アルバム『愛の瞬間（Momentos）』に収録。サビで1884年のロシア歌曲『黒い瞳（Очи чёрные、オーチ・チョールヌィエ）』を引用している。日本でもシングル発売されオリコン洋楽チャート13週連続1位を記録、郷ひろみの日本語カバー・バージョンもヒットした。

## 解説
イグレシアスの同年のアルバム『Et l'amour crea la femme』に収録されているフランス語バージョンは「ナタリー」の歌詞を「ノスタルジー」と替えており、タイトルも『Nostalgie』である。

## カバー
- 郷ひろみ『哀しみの黒い瞳』1982年11月 岩谷時子訳詞 オリコン10位
- 芦野宏
- 伊藤秀志 『くどい太めの納豆売り』2004年 秋田弁カバー[2]

インストゥルメンタル
- カラベリ・グランド・オーケストラ
- フランク・プゥルセル・グランド・オーケストラ
- クロード・チアリ
- チョコレート・ファッション（高嶋ちさ子のユニット） 1996年 アルバム『悪魔のロマンス』収録

参考